# Modul simplu
În matematică, mai precis în teoria inelelor, modulele simple peste un inel R sunt modulele (la stânga sau la dreapta) peste R care sunt nenule și nu au submodule proprii nenule. Echivalent, un modul M este simplu dacă și numai dacă fiecare submodul ciclic generat de un element nenul al lui M este egal cu M. Modulele simple sunt părțile constituente ale modulelor de lungime finită și sunt analoage grupurilor simple din teoria grupurilor.
În acest articol, toate modulele vor fi presupuse a fi module unitare la dreapta peste un inel R.

## Exemple
Z-modulele coincid cu grupurile abeliene, deci un Z-modul simplu este un grup abelian care nu are subgrupuri proprii nenule. Acestea sunt grupurile ciclice de ordin prim.
Dacă I este un ideal drept al lui R, atunci I este simplu ca modul la dreapta dacă și numai dacă I este un ideal drept nenul minimal: Dacă M este un submodul propriu diferit de zero al lui I, atunci este și un ideal drept, deci I nu este minimal. Reciproc, dacă I nu este minimal, atunci există un ideal drept nenul J conținut strict în I. J este un submodul la dreapta al lui I, deci I nu este simplu.
Dacă I este un ideal drept al lui R, atunci modulul factor R/I este simplu dacă și numai dacă I este un ideal drept maximal: Dacă M este un submodul propriu nenul al lui R/I, atunci preimaginea lui M prin surjecția canonică R → R/I este un ideal drept care nu este egal cu R și care îl conține strict pe I. Prin urmare, I nu este maximal. Reciproc, dacă I nu este maximal, atunci există un ideal drept J care îl conține strict pe I. Surjecția canonică R/I → R/J are un nucleu nenul care nu este egal cu R/I și, prin urmare, R/I nu este simplu.
Orice R-modul simplu este izomorf cu un modul factor R/m unde m este un ideal drept maximal al lui R. Din paragraful de mai sus, orice modul factor R/m este un modul simplu. Reciproc, să presupunem că M este un R-modul simplu. Atunci, pentru orice element nenul x al lui M, submodulul ciclic xR trebuie să fie egal cu M. Fixăm un astfel de x. Afirmația că xR = M este echivalentă cu surjectivitatea morfismului R → M care trimite r în xr. Nucleul acestui morfism este un ideal drept I al lui R, iar o teoremă standard afirmă că M este izomorf cu R/I. Din paragraful de mai sus constatăm că I este un ideal drept maximal. Prin urmare, M este izomorf cu un cât al lui R printr-un ideal drept maximal.
Dacă k este un corp comutativ și G este un grup, atunci o reprezentare de grup a lui G este un modul la stânga peste inelul de grup k[G] (pentru detalii se poate vedea pagina principală a acestei relații). K[G]-modulele simple sunt cunoscute și ca reprezentări ireductibile. Un scop major al teoriei reprezentării este înțelegerea reprezentărilor ireductibile ale grupurilor.

## Proprietăți de bază ale modulelor simple
Modulele simple sunt exact modulele de lungime 1; aceasta este o reformulare a definiției.
Fiecare modul simplu este indecompozabil, însă reciproca nu este întotdeauna adevărată.
Fiecare modul simplu este ciclic, adică este generat de un singur element.
Nu orice modul are un submodul simplu; de exemplu Z-modulul Z în lumina primului exemplu de mai sus.
Fie M și N module (la stânga sau la dreapta) peste același inel și fie f : M → N un morfism de module. Dacă M este simplu, atunci f fie este morfismul nul, fie este injectiv deoarece nucleul lui f este un submodul al lui M. Dacă N este simplu, atunci f fie este morfismul nul, fie este surjectiv deoarece imaginea lui f este un submodul al lui N. Dacă M = N, atunci f este un endomorfism al lui M, iar dacă M este simplu, atunci cele două afirmații anterioare implică faptul că f este fie morfismul nul, fie un izomorfism. În consecință, inelul de endomorfisme al oricărui modul simplu este un corp. Acest rezultat este cunoscut sub numele de lema lui Schur.
Reciproca lemei lui Schur nu este în general adevărată. De exemplu, Z-modulul Q nu este simplu, dar inelul său de endomorfisme este izomorf cu corpul Q.

## Module simple și serii de compoziție
Dacă M este un modul care are un submodul propriu nenul N, atunci există un șir exact scurt
{\displaystyle 0\to N\to M\to M/N\to 0.}
O abordare uzuală pentru a demonstra o proprietate a lui M este de a arăta că proprietatea este adevărată pentru termenul central al unui șir exact scurt atunci când este adevărată pentru termenii din stânga și din dreapta, apoi de a demonstra proprietatea pentru N și M/N. Dacă N are un submodul propriu nenul, atunci acest proces poate fi repetat. Se produce astfel un lanț de submodule
{\displaystyle \cdots \subset M_{2}\subset M_{1}\subset M.}
Pentru a demonstra proprietatea în acest fel, sunt necesare condiții asupra acestui șir și asupra modulelor Mi /Mi + 1. O condiție deosebit de utilă este ca lungimea secvenței să fie finită și fiecare modul factor Mi /Mi + 1 să fie simplu. În acest caz șirul se numește serie de compoziție pentru M. Pentru a demonstra inductiv o afirmație folosind serii de compoziție, enunțul este mai întâi demonstrat pentru module simple, lucru care formează etapa de verificare a inducției, iar apoi se demonstrează că enunțul rămâne adevărat în cazul extinderii unui modul cu un modul simplu. De exemplu, lema lui Fitting arată că inelul de endomorfisme al unui modul indecompozabil de lungime finită este un inel local, astfel că varianta puternică a teoremei Krull-Schmidt este valabilă și categoria modulelor de lungime finită este o categorie Krull-Schmidt.
Teorema Jordan–Hölder și teorema de rafinare a lui Schreier descriu relațiile dintre toate seriile de compoziție ale unui modul. Grupul Grothendieck ignoră ordinea într-o serie de compoziție și vede fiecare modul de lungime finită drept o sumă formală de module simple. Peste inelele semisimple nu se produce nicio pierdere în felul acesta, deoarece fiecare modul este un modul semisimplu și deci o sumă directă de module simple. Teoria caracterelor oferă un control aritmetic mai bun și utilizează CG-module simple pentru înțelegerea structurii grupurilor finite G. Teoria reprezentării modulare folosește caracterele Brauer pentru a vedea modulele ca sume formale de module simple, dar este, de asemenea, preocupată cu modul în care acele module simple sunt legate în cadrul seriilor de compoziție. Acest lucru este formalizat prin studiul functorului Ext și descrierea categoriei de module în diverse moduri, inclusiv tolbe (ale căror noduri sunt modulele simple și ale căror muchii sunt serii de compoziție de module nesemisimple de lungime 2) și teoria Auslander-Reiten unde graful asociat are un nod pentru fiecare modul indecompozabil.

## Teorema de densitate a lui Jacobson
Un progres important în teoria modulelor simple a fost teorema de densitate a lui Jacobson. Aceasta se enunță în felul următor:
Fie U un R-modul la drepta simplu și D = EndR(U). Fie A orice operator D-liniar pe U și fie X o submulțime finită D-liniar independentă a lui U. Atunci există un element r al lui R astfel încât x⋅A = x⋅r pentru orice x din X.
În particular, orice inel primitiv poate fi privit ca (adică este izomorf cu) un inel de operatori D-liniari pe un anumit spațiu D.
O consecință a teoremei de densitate a lui Jacobson este teorema lui Wedderburn, anume că orice inel simplu artinian drept este izomorf cu un inel de matrici de tip n × n cu elemente într-un corp pentru un anumit n. Acest lucru poate fi stabilit și ca un corolar al teoremei Artin-Wedderburn.